# Белорусская сельскохозяйственная академия

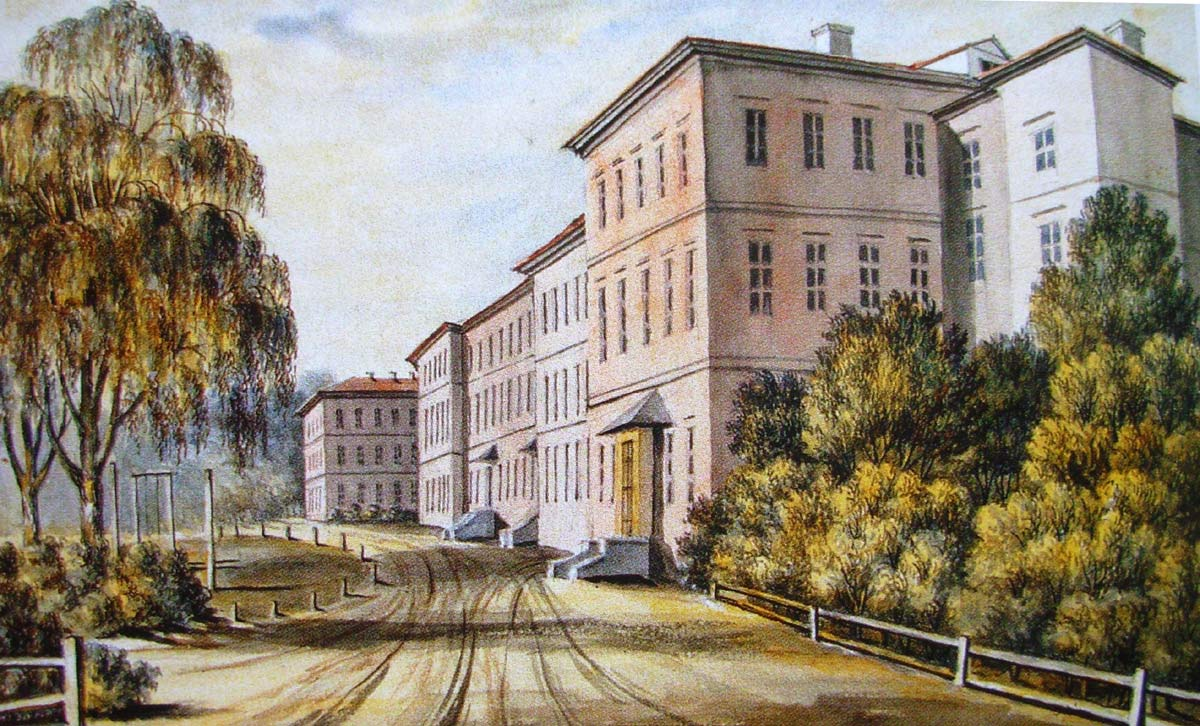
Рисунок здания института
Наполеон Орда, XIX век

Белору́сская госуда́рственная сельскохозя́йственная акаде́мия — первое высшее учебное заведение аграрного направления Российской империи и Европы. Базовый научно-технический центр аграрной науки в Белоруссии.

## История
В 1836 году правительство России приняло решение (положение 1836 года) основать в местечке Горки (известном также как Горы-Горки) Оршанского уезда Могилёвской губернии земледельческую школу с двумя разрядами.
После завершения строительства зданий Горыгорецкая земледельческая школа открыла двери для первых учащихся 15 (27) августа 1840 года. При открытии имела курсы обучения двух разрядов — высший и низший. Срок обучения по высшему разряду был 3 года. Школа готовила агрономов и управителей для казённых и частных имений. В 1842 году впервые в мировой практике здесь начали готовить менеджеров для сельскохозяйственного производства.
30 июня 1848 года высший разряд школы был преобразован указом Николая I в Горыгорецкий земледельческий институт с правами университета, став первым в Российской империи высшим сельскохозяйственным учебным заведением. В истории белорусской высшей школы был создан и первый Совет института, на который возлагались задачи по организации учебной и научной работы.
В 1859 году в Горыгорецком земледельческом институте впервые в Российской империи в качестве самостоятельной специальности была введена «Экономика».
В стенах Горыгорецкого земледельческого института был создан прототип первого в мире зерноуборочного комбайна и первое в мире учебно-опытное поле. Усилиями профессора И. А. Стебута был открыт музей сельскохозяйственных орудий, который пополнялся и экспонатами с Всемирных выставок, на которых преподаватели института активно участвовали, занимая призовые места. В институте существовали литературные кружки, члены которых проявляли интерес к белорусской словесности.
После восстания 1863 года, в котором приняли участие многие студенты и преподаватели, институт был переведён в Санкт-Петербург. В Горках остались: Горецкое земледельческое училище и Горецкие землемерно-таксаторские классы.
В 1919 году Горецкий сельскохозяйственный институт был восстановлен в пределах РСФСР. Весной 1921 г. студенты-белорусы Горецкого, Тимирязевского и Белорусского государственного политехнического института (БГПИ) выступили с инициативой перед правительством БССР о создании всебелорусской студенческой организации. Горецкий институт и БГПИ в это время поддерживали тесные научные и культурные связи, обменивались учебными изданиями своих профессоров, организовали совместно помощь голодающим в Поволжье. Роль связного исполнял будущий член-корреспондент АН БССР М. Н. Гончарик. В 1925 году после объединения с Белорусским государственным институтом сельского и лесного хозяйства (организован в Минске на базе БГПИ — сейчас БНТУ) преобразован в академию. В БСХА преподавал писатель Максим Горецкий. Рабфак при академии окончил будущий советский государственный и партийный деятель Н. М. Голодед.
В 1929 году начала издаваться старейшая студенческая газета Белоруссии «Советский студент». Первый номер вышел на белорусском языке и назывался «За пралетарския кадры». С 1939 года она стала выходить на русском языке под названием «Большевистские кадры». На 1 июня 2014 вышло 2274 номера.
Указом Президиума Верховного Совета СССР от 17 декабря 1940 года институт награждён орденом Трудового Красного Знамени «в ознаменование 100-летнего юбилея Белорусского сельскохозяйственного института и учитывая его заслуги в деле подготовки высококвалифицированных специалистов сельского хозяйства».
В 1998 и 2003 годах академия, единственная из всех вузов Белоруссии, прошла аттестацию и лицензирование Государственной инспекцией по аттестации учебных заведений России при Министерстве образования Российской Федерации.
С 2004 года в БГСХА открыта подготовка магистров. В 2010 году в БГСХА по 26 специальностям обучались 12 920 студентов, в том числе 5684 на дневной форме обучения. На 61 кафедре 13 факультетов, в том числе 4 факультета заочной формы обучения, трудятся 597 преподавателей, из которых 28 докторов и 290 кандидатов наук, 30 профессоров и 225 доцентов.
В октябре 2024 года на территории академии открыт памятный знак «Землеустроители». Посвящён 100-летию землеустроительного факультета БГСХА.

## Рейтинги
В 2014 году агентство «Эксперт РА», включило ВУЗ в список лучших высших учебных заведений Содружества Независимых Государств, где ему был присвоен рейтинговый класс «Е».

## Факультеты
Факультеты дневной формы получения образования:
- Агротехнологический факультет
- Факультет бизнеса и права
- Факультет биотехнологии и аквакультуры
- Факультет бухгалтерского учета
- Землеустроительный факультет
- Мелиоративно-строительный факультет
- Факультет механизации сельского хозяйства
- Экономический факультет

Факультеты заочной формы получения образования:
- Агробиологический факультет
- Инженерный факультет
- Факультет экономики и права

## Структурные подразделения
- Институт повышения квалификации и переподготовки кадров
- Высшая школа агробизнеса Архивная копия от 5 июля 2017 на Wayback Machine
- Факультет международных связей и довузовской подготовки Архивная копия от 5 июля 2017 на Wayback Machine
- Пинский филиал УО БГСХА Архивная копия от 22 июня 2017 на Wayback Machine
- Полесский филиал УО БГСХА (г. Калинковичи) Архивная копия от 1 июля 2017 на Wayback Machine

## Список ректоров БГСХА[11]
- Аким Афанасьевич Война-Куринский (1854—1860)
- Траутфеттер Рудольф Эрнестович (1860—1864)
- Киркор Владислав Игнатович (1919—1924)
- Кайгородов Алексей Иванович (1924—1925)
- Козырев Н. Т. (1925—1928)[12]
- Саевич, Платон Васильевич (1928)
- Пинчук П. И. (1929)
- Мамаев П. В. (1930)
- Кулешов Д. А. (1931)
- Борисевич А. С. (1933—1935)
- Кольцов М. М. (1935)
- Дехтярёв З. И. (1936)
- Пелликан Г. З. (1936—1938)
- Шестопал П. С. (1938—1940)
- Тишков С. И. (1940—1941)
- Кавцевич, Николай Николаевич (1945—1949)
- Шемпель, Виктор Иванович (1949—1952)
- Гаркуша, Иван Федосеевич (1952—1964)
- Солнцев, Константин Михайлович (1964—1977)
- Бормотов, Всеволод Евстафьевич (1977—1980)
- Назаров, Сергей Иванович (1980—1992)
- Шаршунов Вячеслав Алексеевич (1992—1995)
- Цыганов Александр Риммович (1995—2007)
- Курдеко, Александр Павлович (ноябрь 2008 года — 17 марта 2014)[13]
- Саскевич Павел Александрович (с 17 марта 2014)[14]
- Великанов, Виталий Викторович[1]

## Академгородок
На территории академгородка расположены:
- 16 учебных корпусов
- 14 студенческих общежитий
- Библиотека
- Ботанический сад
- Дворец культуры на 1000 мест
- Столовая на 800 мест
- Стадион с трибунами
- Летний амфитеатр на берегу озера (вместимость 2000 мест, построен в 2012 г.)[16]
- Бассейн (построен в 2006 г.) (площадь 25х14=350 м²)[17]
- Ледовый дворец (560 мест) (построен в 2012 г.)[18]
- 3D-кинотеатр на 288 мест (реконструирован в 2012 году)[19]
- Закрытый стрелковый тир[17]
- Лыжная база[17]
- Лодочная станция[17]
- 2 живописных озера

## Производственная база
- Рыбопитомник (построен в 2012 г). Крупнейший в Восточной Европе. Проектная мощность до 3 млн штук молоди радужной форели[20]
- РУП «УЧХОЗ БГСХА» (основан в 1844 г.). Специализируется на развитии молочно-мясного скотоводства, свиноводства, производстве сортовых семян зерновых культур и племенном скотоводстве[15]

## Выпускники
Около 50 % руководителей районных исполнительных комитетов и более 60 % руководителей сельхозорганизаций Белоруссии, 90 % работников аграрного и биологического отделений НАН Беларуси являются выпускниками академии.
Суммарный срок пребывания выпускников академии в должности первых лиц БССР и Республики Беларусь превышает 37 лет. Ни одно высшее учебное заведение республики не имеет подобных результатов.

### Выпускники академии — Герои Советского Союза
- Лобанок Владимир Елисеевич
- Сушанов Николай Тимофеевич

### Выпускники академии — Герои Социалистического Труда
- Альсмик Петр Иванович
- Бельский Григорий Васильевич
- Воробьев Иван Тихонович
- Горошко Василий Моисеевич
- Барковский Захар Иванович
- Зеленковский Иван Фёдорович
- Змачинский Михаил Романович
- Калачик Владимир Михайлович
- Каргин Алексей Георгиевич
- Карпович Мария Николаевна
- Кобрусев Аркадий Тарасович
- Миронович Евгений Федорович
- Мельник Иван Игнатьевич
- Мухин Николай Дмитриевич
- Наумова Лидия Андреевна
- Никонова Нина Ивановна
- Пискляченко Софья Ефимовна
- Пунтус Леонид Николаевич
- Сироткина Лидия Емельяновна
- Соколов Ефрем Евсеевич
- Третьяк Генрих Михайлович
- Чамчиян Вартан Шноркович
- Шаплыко Кузьма Иванович
- Шкурко Тамара Ивановна

## Библиотека
Библиотека академии основана в 1840 году и является старейшей сельскохозяйственной библиотекой в стране. Первоначально насчитывала 163 экземпляра книг, но уже в 1850 году в библиотеке было 4095 экземпляров. В то время в фонде преобладала иностранная литература. В годы войны библиотека была разграблена и вывезена в Германию. Позднее часть фонда была возвращена.
По данным на 1 января 2014 г. фонд библиотеки составлял 1 328 444 экземпляра. Фонд редкой ценной книги включает издания с 1781 года и составляет 10 824 экземпляра.

## Ботанический сад
Основан в 1840 году итальянским архитектором Анжело Кампиони. Является старейшим ботаническим садом на территории Белоруссии.
Общая коллекция Ботанического сада представлена поделена на восемь самостоятельных коллекций:
1. Декоративные хвойные древесно-кустарниковые растения;
2. Декоративные лиственные древесно-кустарниковые растения;
3. Оранжерейные растения (тропические, субтропические, кактусы);
4. Цветочные растения открытого грунта (однолетние, двулетние, многолетние);
5. Пряно-ароматические растения;
6. Лекарственные растения;
7. Луковичные декоративные растения и розы;
8. Редкие и исчезающие растения занесенные в красную книгу.

Коллекция ботанического сада и дендрария насчитывается 3335 таксонов растений, принадлежащих к 840 родам, 1476 видам и 1019 сортам. Из них 267 хвойных таксонов и 293 лиственных. Представленные в саду древесно-кустарниковые растения относятся к 42 семействам и 93 родам.
Коллекция тюльпанов Ботанического сада насчитывает 180 сортов, нарциссов — 27 сортов, гиацинтов — 19 сортов, лилий — 115 сортов, крокусов — 9 сортов, гладиолусов — 40 сортов, роз — 88 сорта.
- Экспозиция однолетних и двулетних цветочных растений представлена 37 семействами, 37 родами, 60 видами, 235 сортами.
- Экспозиция многолетних травянистых растений представлена 415 видами из 45 семейств 105 сортами.
- Экспозиция оранжерейных растений представлена 350 видами различных субтропических и тропических растений, относящихся к 75 семействам.

В оранжерее имеется зимний сад, в котором представлены пальмы, бананы, разнообразные тропические папоротники, магнолии, олеандры, лавр благородный, мирт, лимоны, фейхоа, гибискус (китайская роза или китайский розан), аспидистра возвышенная родом из Японии; бегония рекс (царственная, или королевская) из Индии; оригинальный кустарник с целебными листьями каланхое; монстеры, колеусы, кливии, сансевьеры, хлорофитумы и циперусы.

## Статьи в энциклопедиях
- Горыгорецкий земледельческий институт // Энциклопедический словарь Брокгауза и Ефрона : в 86 т. (82 т. и 4 доп.). — СПб., 1890—1907.
- У. М. Лiўшыц. Горкі // Энцыклапедыя гісторыі Беларусі / Рэдкал.: Г. П. Пашкоў (галоўны рэд.) i інш.; Маст. Э. Э. Жакевіч. — Мінск: БелЭн, 1996. — Т. 3: Гімназіі—Кадэнцыя. — С. 89-91. — 527 с. — 10 000 экз. — ISBN 985-11-0041-2. (бел.)
- Лiўшыц, У. М. Горы-Горацкая земляробчая школа // Энцыклапедыя гісторыі Беларусі: У 6 т. — Мінск: Беларуская Энцыклапедыя імя П. Броўкі, 1996. — Т. 3. — С. 93.
- Лiўшыц, У. М. Горы-Горацкі земляробчы інстытут // Энцыклапедыя гісторыі Беларусі: У 6 т. — Мінск: Беларуская Энцыклапедыя імя П. Броўкі, 1996. — Т.3 — С. 93-91.
- Лiўшыц, У. М. Горацкі гістарычна-этнаграфічны музей // Энцыклапедыя гісторыі Беларусі: У 6 т.- Мінск: Беларуская Энцыклапедыя імя П. Броўкі, 1996. Т. 3. — С. 86-87.
- Лiўшыц, У. М. Беларуская сельскагаспадарчая акадэмія // Энцыклапедыя гісторыі Беларусі: У 6 т. Мінск: Беларуская Энцыклапедыя імя П. Броўкі, 1993. — Т. 1. — С. 414—415.
- Лiўшыц, У. М. Горы-Горацкая земляробчая школа // Беларуская энцыклапедыя: У 18 т. — Мінск: Беларуская Энцыклапедыя імя П. Броўкі, 1997. — Т. 5. — С. 367.
- Лiўшыц, У. М. Горы-Горацкі земляробчы інстытут // Беларуская энцыклапедыя: У 18 т. — Мінск: Беларуская Энцыклапедыя імя П. Броўкі, 1997. — Т. 5. — С. 367—368.
- Лiўшыц, У. М. Горкі // Беларуская энцыклапедыя: У 18 т. — Мінск.: Энцыклапедыя гісторыі Беларусі, 1997. — Т. 5. — С. 360.
- Лiўшыц, У. М. Беларуская сельскагаспадарчая акадэмія // Беларуская энцыклапедыя: У 18 т. — Мінск: Беларуская Энцыклапедыя імя П. Броўкі, 1995. — Т. 2. — С. 492.
- Лiўшыц, У. М. Горкі // Вялікае княства Літоўскае: Энцыклапедыя. У 3 т. / рэд. Г. П. Пашкоў і інш. Т. 1: — Мінск: Беларуская Энцыклапедыя імя П. Броўкі, 2005. — С. 546.